# ماء مبرد

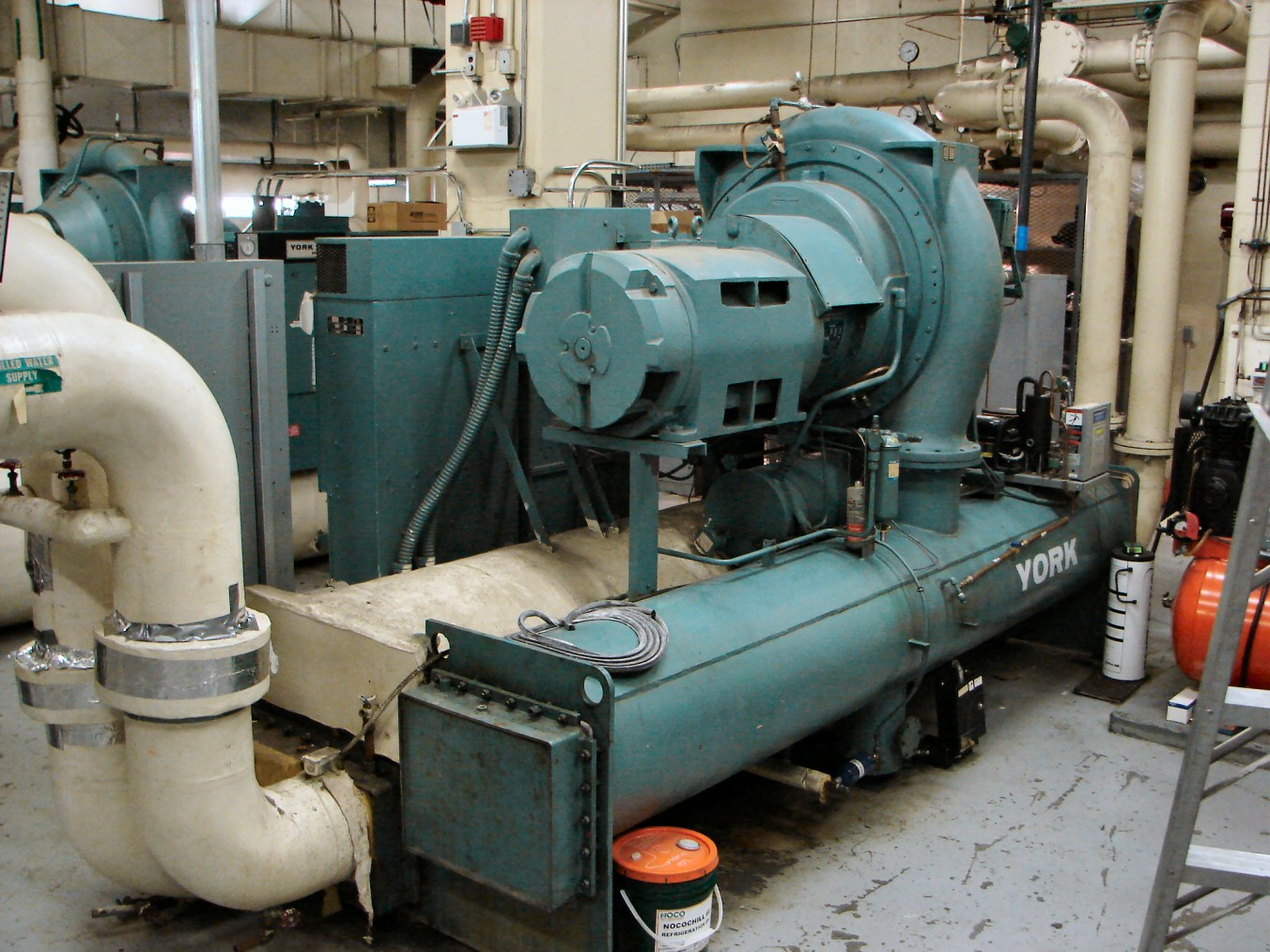
جزء من عملية تبريد المياه.

تستخدم المياه المبردة (بالإنجليزية: Chilled water) لتبريد هواء المباني والمعدات خصوصا عندما يكون هناك العديد من الحجرات التي يجب ان يتم التحكم في كل منها بشكل منفصل مثل الفنادق. يمكن الحصول عليها من خلال الباعة كما في المرافق العمومية أو إنتاجها حيث يتم استخدمها.

## الاستخدام
لا تختلف كثيرا المياه المبردة عن مكيف الهواء الداخلي حيث يتم ضخ الماء من المبرد إلى وحدة معالجة الهواء لتبريده. تُضخ المياه المبردة بدرجة حرارة ما بين 4 إلى 7 درجة مئوية إلى وحدة مناولة الهواء حيث تُبرد ثم تُطلق الهواء في المكان المراد تبريده.

## توليد المياه المبردة بالموقع
يمتص مكثف الماء الحرارة من المبرد في مكثف المياه المبردة ثم يُرسل في أنابيب إلى برج التبريد حيث يُطلق الحرارة المفقودة للمحيط. تعتمد كمية التبريد ودرجة حرارة المياه المبردة على درجة حرارة الوسط.، الرطوبة النسبية والضغط الجوى. تقل درجة حرارة الماء إلى درجة حرارة الهواء الرطب أو درجة الحرارة البصيلة الجافة قبل الوصول إلىمبرد المياه حيث تُخفض درجة حرارتها ما بين 4 إلى 7 درجة مئوية وتُضخ إلى وحدة مناولة الهواء. 

## الفائدة العائدة
المياه المبردة والتي تمتص الحرارة من الهواء يُعاد تبريدها واستخدامها مرة أخرى. نجحت المؤسسات التي تقوم بإنتاج المياه المبردة نجاحا كبيرا منذ عام 1960 في كثير من المدن بالإضافة إلى التقدم التكنولوجي في المعدات والتحكم الذي أدى بدوره إلى زيادة الكفاءة وتخفيض التكلفة.
تستطيع الوحدة تشغيل مساحة كبيرة بشكل اقتصادي أفضل من تشغيل مساحات صغيرة على حدة. أيضا تستطيع الوحدة أن يكون لها مخزون للاستخدام عند حدوث أي تغيرات مفاجئة. كما إن استخدام الوحدة المنتجة للمياه المبردة تكون اقتصادية أكثر عند تصميمها مع النية التحتية للمبنى. يقوم المستهلكين بتخفيض تكلفة تكييف الهواء من 10 إلى 20% من بشراء مياه مبردة.

## تخزين المياه المبردة
يمكن تبريد المياه في الليل حيث تكون الكهرباء متاحة عن معدلات الذروة ثم تُخزن في خزانات كبيرة ومعزولة لحين يتم الاحتياج لها.

## وصلات خارجية
- Chilled Water Plant Design and Specification Guide نسخة محفوظة 22 نوفمبر 2010 على موقع واي باك مشين.